# サクラホクトオー
サクラホクトオー（欧字名:Sakura Hokuto O、1986年4月3日 - 2000年3月16日）は、日本の競走馬、種牡馬。
1988年の朝日杯3歳ステークス（GI）を制し、同年のJRA賞最優秀3歳牡馬に選出された。その他の勝ち鞍に1989年のセントライト記念（GII）、1990年のアメリカジョッキークラブカップ（GII）。貴公子や雨男と呼ばれた。
1歳上の半兄に1987年の朝日杯3歳ステークス、1988年の東京優駿（日本ダービー）を制したサクラチヨノオー（父マルゼンスキー）がいる。

## 概要
1988年10月、東京競馬場での新馬戦でデビューし1着。続くオープン特別の府中3歳ステークスも1分48秒6のレコードタイムで勝利し、12月中山競馬場での朝日杯3歳ステークスでは単枠指定を受けて、それに応えて3連勝を飾り、前年に朝日杯３歳ステークスを制した半兄サクラチヨノオーに続いての兄弟での同一G1連覇を達成した。JRA賞選考でも、1988年度のJRA賞最優秀3歳牡馬に選ばれた。
明けて4歳、初戦は3月の弥生賞であり2戦連続で単枠指定されたものの、レースでは不良馬場に難渋し12着。クラシック第1戦皐月賞でも単枠指定を受けたものの、レースでは弥生賞に続いての不良馬場となり、20頭立てで競走中止の1頭を除く事実上の最下位に終わった。主戦騎手の小島太は「サクラホクトオーという馬は、少しでも馬場が渋るとやる気を無くして、レースでも全く走ろうとしなくなってしまう」と述べている。クラシック第2戦の東京優駿では人気も5番人気に落ち、ウィナーズサークルの9着に終わる。東京優駿は良馬場発表ではあったものの、午前中こそ埃が上がるほどの乾いた馬場だったが、13時半頃に一時的に雨が降り、やや湿った馬場になっていた。秋はセントライト記念を制したのち西下して菊花賞を狙ったが、レースでは管理していた境勝太郎が「自分の馬を見失ったのはこの時だけ」と形容するほどの大外へのコース取りの末に5着。暮れの有馬記念ではオグリキャップ、スーパークリークに続く3番人気に支持され、レースでは後方から競馬をしてイナリワンの3着に入った。
古馬となった1990年、緒戦のアメリカジョッキークラブカップで単枠指定に応えて1着。再度西下して産経大阪杯はスーパークリークとともに5度目の単枠指定を受けたが7着と振るわず、天皇賞（春）では3番人気で迎えられるも14着に終わり、こののち長期休養に入って1991年春に復帰して京王杯スプリングカップと安田記念に出走したが2戦とも掲示板外に終わって引退した。

## 競走成績
以下の内容は、JBISサーチおよびnetkeiba.comに基づく。
| 競走日     | 競馬場 | 競走名               | 格  | 距離（馬場）  | 頭 数 | 枠 番 | 馬 番 | オッズ （人気） | 着順  | タイム （上り3F/4F） | 着差 | 騎手     | 斤量 （kg） | 1着馬（2着馬）       |
| ---------- | ------ | -------------------- | --- | ------------- | ----- | ----- | ----- | --------------- | ----- | -------------------- | ---- | -------- | ----------- | -------------------- |
| 1988.10.08 | 東京   | 3歳新馬              |     | 芝1600m（良） | 11    | 3     | 3     | 002.70（1人）   | 01着  | 01:36.9（48.7）      | -0.3 | 小島太   | 53          | （ボストンキコウシ） |
| 0000.11.26 | 東京   | 府中3歳S             | OP  | 芝1800m（良） | 10    | 5     | 5     | 001.70（1人）   | 01着  | R1:48.6（48.6）      | -0.7 | 小島太   | 54          | （マイネルブレーブ） |
| 0000.12.18 | 中山   | 朝日杯3歳S           | GI  | 芝1600m（良） | 9     | 5     | 5     | 001.30（1人）   | 01着  | 01:35.5（35.0）      | -0.3 | 小島太   | 54          | （スクラムトライ）   |
| 1989.03.05 | 中山   | 弥生賞               | GII | 芝2000m（不） | 16    | 2     | 3     | 001.40（1人）   | 012着 | 02:12.1（42.9）      | -4.4 | 小島太   | 55          | レインボーアンバー   |
| 0000.04.16 | 中山   | 皐月賞               | GI  | 芝2000m（不） | 20    | 1     | 1     | 003.00（1人）   | 019着 | 02:08.5（41.5）      | -3.3 | 小島太   | 57          | ドクタースパート     |
| 0000.05.28 | 東京   | 東京優駿             | GI  | 芝2400m（良） | 24    | 4     | 11    | 009.90（5人）   | 09着  | 02:30.2（50.3）      | -1.4 | 小島太   | 57          | ウィナーズサークル   |
| 0000.09.24 | 中山   | セントライト記念     | GII | 芝2200m（稍） | 9     | 8     | 8     | 004.80（3人）   | 01着  | 02:14.5（36.5）      | -0.2 | 小島太   | 56          | （スダビート）       |
| 0000.11.05 | 京都   | 菊花賞               | GI  | 芝3000m（良） | 18    | 8     | 18    | 011.60（7人）   | 05着  | 03:08.1（46.4）      | -0.4 | 小島太   | 57          | バンブービギン       |
| 0000.12.24 | 中山   | 有馬記念             | GI  | 芝2500m（良） | 16    | 7     | 12    | 012.60（3人）   | 03着  | 02:32.1（36.1）      | -0.4 | 小島太   | 55          | イナリワン           |
| 1990.01.21 | 中山   | アメリカジョッキーCC | GII | 芝2200m（良） | 10    | 4     | 4     | 001.50（1人）   | 01着  | 02:13.8（36.6）      | -0.2 | 小島太   | 56          | （ランニングフリー） |
| 0000.04.01 | 阪神   | 産経大阪杯           | GII | 芝2000m（稍） | 9     | 5     | 5     | 003.20（2人）   | 07着  | 02:04.9（51.1）      | -2.0 | 小島太   | 57          | スーパークリーク     |
| 0000.04.29 | 京都   | 天皇賞（春）         | GI  | 芝3200m（良） | 16    | 6     | 10    | 007.00（3人）   | 014着 | 03:25.8（51.3）      | -3.9 | 小島太   | 58          | スーパークリーク     |
| 1991.04.21 | 東京   | 京王杯スプリングC    | GII | 芝1400m（良） | 18    | 3     | 6     | 006.70（2人）   | 09着  | 01:22.4（35.2）      | -0.9 | 小島太   | 58          | ダイイチルビー       |
| 0000.05.12 | 東京   | 安田記念             | GI  | 芝1600m（良） | 16    | 5     | 9     | 010.20（4人）   | 015着 | 01:35.4（36.8）      | -1.6 | 木藤隆行 | 57          | ダイイチルビー       |

- 枠番・馬番の太字は単枠指定を示す。内容は日本中央競馬会『中央競馬全重賞競走成績』GI編[5]、3歳・4歳編[6]、古馬関東編[10]、古馬関西編[11]に基づく。

## 引退後
引退後は種牡馬となり、種牡馬としては8シーズンの供用で血統登録頭数200頭、そのうち出走頭数166頭を記録。初年度産駒からサクラスピードオーが出て1996年の京成杯と共同通信杯4歳ステークスを勝ったが、中央と地方合算の総合サイアーランキングでは100位以内に入ることは一度もなかった。その後、2000年3月16日に死亡。墓は北海道静内町の新和牧場にある。

### 主な産駒
- サクラスピードオー（京成杯、共同通信杯4歳ステークス）[17]
- テクノバリュー（新潟皐月賞）[18]
- キタサンガール（中津ダービー）[19]
- サンライズシャーク（小倉記念2着）[20]
- キタサンフドー（小倉3歳ステークス2着）[21]

## 血統表
| サクラホクトオーの血統        | サクラホクトオーの血統                                    | サクラホクトオーの血統                           | （血統表の出典）                                 | （血統表の出典） |
| 父系                          | テスコボーイ系                                            | テスコボーイ系                                   | テスコボーイ系                                   | [ § 2 ]          |
| 父 トウショウボーイ 1973 鹿毛 | 父の父*テスコボーイ Tesco Boy 1963 黒鹿毛                 | Princely Gift                                    | Nasrullah                                        | Nasrullah        |
| 父 トウショウボーイ 1973 鹿毛 | 父の父*テスコボーイ Tesco Boy 1963 黒鹿毛                 | Princely Gift                                    | Blue Gem                                         |                  |
| 父 トウショウボーイ 1973 鹿毛 | 父の父*テスコボーイ Tesco Boy 1963 黒鹿毛                 | Suncourt                                         | Hyperion                                         | Hyperion         |
| 父 トウショウボーイ 1973 鹿毛 | 父の父*テスコボーイ Tesco Boy 1963 黒鹿毛                 | Suncourt                                         | Inquisition                                      |                  |
| 父 トウショウボーイ 1973 鹿毛 | 父の母*ソシアルバターフライ Social Buttefly 1957 鹿毛     | Your Host                                        | Alibhai                                          | Alibhai          |
| 父 トウショウボーイ 1973 鹿毛 | 父の母*ソシアルバターフライ Social Buttefly 1957 鹿毛     | Your Host                                        | Boudoir                                          |                  |
| 父 トウショウボーイ 1973 鹿毛 | 父の母*ソシアルバターフライ Social Buttefly 1957 鹿毛     | Wisteria                                         | Easton                                           | Easton           |
| 父 トウショウボーイ 1973 鹿毛 | 父の母*ソシアルバターフライ Social Buttefly 1957 鹿毛     | Wisteria                                         | Blue Cyprus                                      |                  |
| 母 サクラセダン 1972 鹿毛     | 母の父*セダン Sedan 1955 鹿毛                             | Prince Bio                                       | Prince Rose                                      | Prince Rose      |
| 母 サクラセダン 1972 鹿毛     | 母の父*セダン Sedan 1955 鹿毛                             | Prince Bio                                       | Biologie                                         |                  |
| 母 サクラセダン 1972 鹿毛     | 母の父*セダン Sedan 1955 鹿毛                             | Sraffa                                           | Oresenigo                                        | Oresenigo        |
| 母 サクラセダン 1972 鹿毛     | 母の父*セダン Sedan 1955 鹿毛                             | Sraffa                                           | Signa                                            |                  |
| 母 サクラセダン 1972 鹿毛     | 母の母*スワンズウッドグローヴ Swanswood Grove 1960 黒鹿毛 | Grey Sovereign                                   | Nasrullah                                        | Nasrullah        |
| 母 サクラセダン 1972 鹿毛     | 母の母*スワンズウッドグローヴ Swanswood Grove 1960 黒鹿毛 | Grey Sovereign                                   | Kong                                             |                  |
| 母 サクラセダン 1972 鹿毛     | 母の母*スワンズウッドグローヴ Swanswood Grove 1960 黒鹿毛 | Fakhry                                           | Mahmoud                                          | Mahmoud          |
| 母 サクラセダン 1972 鹿毛     | 母の母*スワンズウッドグローヴ Swanswood Grove 1960 黒鹿毛 | Fakhry                                           | Fille de Salut                                   |                  |
| 母系(F-No.)                   | スワンズウツドグローヴ(GB)系(FN:16-a)                     | スワンズウツドグローヴ(GB)系(FN:16-a)            | スワンズウツドグローヴ(GB)系(FN:16-a)            | [ § 3 ]          |
| 5代内の近親交配               | Nasrullah 4×4、Mahmoud 5×4、Hyperion 4･5（父内）          | Nasrullah 4×4、Mahmoud 5×4、Hyperion 4･5（父内） | Nasrullah 4×4、Mahmoud 5×4、Hyperion 4･5（父内） | [ § 4 ]          |
| 出典                          | 1. 2. 3. 4.                                               | 1. 2. 3. 4.                                      | 1. 2. 3. 4.                                      | 1. 2. 3. 4.      |

- 半兄にサクラチヨノオー（東京優駿、朝日杯3歳ステークス）、サクラトウコウ（七夕賞）、近親にサクラプレジデント（札幌記念、中山記念、札幌2歳ステークス）[23]。